# Karin Meskens-Keller
Karin Meskens-Keller (Schönberg, 16 november 1953) was een Belgisch lid van het Parlement van de Duitstalige Gemeenschap.

## Levensloop
Ze werd beroepshalve zaakvoerder en boekhouder.
Meskens-Keller trad toe tot de PFF en was voor deze partij van 1995 tot 2007 volksvertegenwoordiger van de Duitstalige Gemeenschap. Tevens was ze gemeenteraadslid van Sankt Vith.